# La Presita de la Luz
La Presita de la Luz es una localidad del estado mexicano de Guanajuato. Es parte del municipio de San Diego de la Unión.

## Demografía
| Gráfica de evolución demográfica |
|                                  |

| Censo | Población |
| ----- | --------- |
| 1910  | 255       |
| 1921  | 326       |
| 1930  | 420       |
| 1940  | 468       |
| 1950  | 580       |
| 1960  | 569       |
| 1970  | 1 014     |
| 1980  | 1 016     |
| 1990  | 1 437     |
| 2000  | 1 410     |
| 2010  | 1 422     |
| 2020  | 1 542     |